# Isabella Stewart Gardner
Isabella Stewart Gardner est une collectionneuse d'art, philanthrope et mécène américaine, née le 14 avril 1840 à New York (État de New York) et morte le 17 juillet 1924 à Boston (Massachusetts).
Sa collection est exposée au musée Isabella-Stewart-Gardner à Boston.

## Biographie

### Enfance et formation
Isabella Stewart, fille de David et Adelia (Smith) Stewart, naît à New York le 14 avril 1840. Son père est président de la Stewart Iron Company, une entreprise prospère qui marque la réussite du « rêve américain » pour cette famille d'origine écossaise et sa mère descend d'une famille anglaise installée à Boston en 1650.
La jeune fille, surnommée « Belle », commence ses études dans une école privée pour jeunes filles, de New York, réservée aux enfants de l'élite bourgeoise américaine. Cette formation met notamment l'accent sur l'apprentissage des règles strictes du savoir-vivre ainsi qu'un enseignement de la danse, du dessin et du français, toutes choses que doivent connaître les filles de bonne famille en Nouvelle-Angleterre. De 1856 à 1858, elle fréquente également une école privée parisienne où elle se lie d'amitié avec Julia Gardner. Dès cette époque, la jeune Isabella fait preuve d'une indépendance d'esprit l'amenant à avoir un comportement pas toujours en adéquation avec les règles enseignées.

### Vie de famille
En 1860, Isabella a 20 ans, lorsqu'a lieu la cérémonie de ses fiançailles avec le frère aîné de son amie — le jeune John Lowell, surnommé « Jack », Gardner (21 ans) —, fils de John L. et Catharine E. (Peabody) Gardner de Boston. Le grand-père maternel de Jack Gardner, Joseph Peabody, était un important armateur de Salem qui fit fortune en important du poivre de Sumatra et l'un des hommes les plus riches des États-Unis au moment de sa mort en 1844. Ce projet de mariage, avec un riche héritier diplômé de Harvard, n'obtient l'accord de son père qu'à la condition qu'elle conserve une indépendance du fait d'une sécurité financière, ce qui n'était pas prévu par les lois. Pour cela, il obtient de son futur gendre qu'un fonds soit créé au nom de sa fille, bien que géré par son mari, et il achète pour Isabella un terrain pour qu'elle y édifie sa maison. Le mariage est célébré le 10 avril 1860 à New York,.
Le couple s'installe à Boston, au 152 Beacon Street. La maison, construite suivant les directives d'Isabella, en pierre avec une tour, est considérée comme étrange par les habitants. La jeune femme appelée maintenant « Mrs. Jack » est solitaire car son origine new-yorkaise et ses goûts originaux la marginalisent au sein de la bonne société de Boston. La naissance d'un garçon en 1863 n'est qu'un moment de bonheur éphémère car il meurt d'une pneumonie en 1865 et une deuxième grossesse se termine par une fausse couche dont les conséquences vont affecter durablement la santé physique et psychologique de la jeune femme qui, « sans doute », ne peut plus avoir d'enfants. Pour soigner sa dépression, un médecin suggère qu'elle s'éloigne de Boston pour quitter cet environnement défavorable à son rétablissement.

### Voyages et vie mondaine

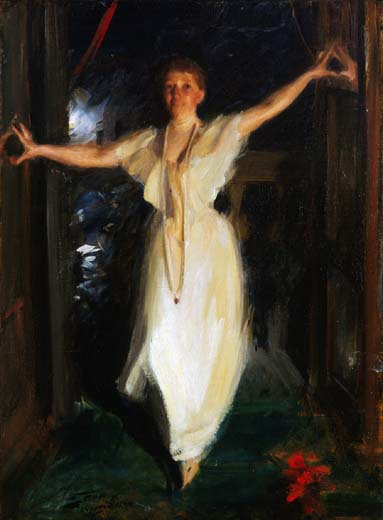
Isabella Stewart Gardner à Venise (1894) par Anders Zorn.

De son vivant, elle est affublée de nombreux surnoms dans la presse de Boston, dont « Belle », « Donna Isabella », « Isabella of Boston » ou encore « Mrs. Jack ». Isabella attire l'attention des tabloïds de l'époque en raison de ses goûts et certaines excentricités. On rapporte par exemple, qu'elle-même et son mari ayant manqué leur train pour se rendre à un évènement mondain, elle persuade la compagnie ferroviaire de mettre un train à leur disposition. En 1912, elle se rend à un concert (qui était alors un événement très formel à Boston), ceignant son front d'un bandeau portant, en lettres rouges, l'inscription « Oh, you Red Sox » dont on rapporte qu'il cause alors « pratiquement la panique », et reste dans les mémoires bostoniennes comme l'une de ses excentricités les plus remarquées.
Après la mort de son mari, en 1898, Isabella commence à travailler à la réalisation de son musée. Achevé en 1903, le musée est baptisé Fenway Court. Il est construit sur une ancienne zone marécageuse de Boston nommée Fenway. Réalisé dans le style Renaissance des palais vénitiens, il a été dessiné par Willard T. Sears (en), selon les directives d'Isabella afin d'y présenter dans les meilleures conditions les œuvres d'art collectionnées avec son mari au cours du temps. Le bâtiment entoure un jardin intérieur couvert d'une verrière. Les trois premiers niveaux sont destinés à accueillir les galeries. Le quatrième est destiné au logement d'Isabella Gardner, qui y vit jusqu'à sa mort en 1924, et qui accueille aujourd'hui l'administration du musée. Madame Gardner a insisté pour que les galeries soient conçues comme un palais et non pas comme un musée. Elle les utilise d'ailleurs comme telles, ne les ouvrant au public qu'une vingtaine de jours par an pendant les premières années qui suivent la construction.

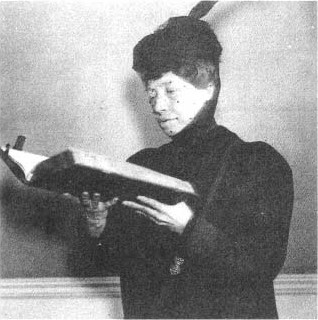
Isabella Stewart Gardner en 1907, photographie de O. Rosenheim, Londres.

### Mort
Elle meurt à Fenway Court à l'âge de 84 ans et repose dans le caveau de la famille Gardner au Mount Auburn Cemetery à Cambridge. Elle fut l'amie de nombreux artistes et écrivains, dont John Singer Sargent, James McNeill Whistler, Anders Zorn, Henry James, Okakura Kakuzo et Frank Marion Crawford.